# Värmdö község
Värmdö község (svédül: Värmdö kommun) Svédország 290 községének egyike. Stockholm megyében található, székhelye Gustavsberg.

## Települések
A község települései:
| Település                   | Népesség | Megjegyzés         |
| --------------------------- | -------- | ------------------ |
| Björnömalmen och Klacknäset | 624      |                    |
| Brunn                       | 1553     |                    |
| Djurö                       | 967      |                    |
| Fågelvikshöjden             | 1043     |                    |
| Gustavsberg                 | 11333    | a község székhelye |
| Hedvigsberg                 | 282      |                    |
| Hemmesta                    | 5240     |                    |
| Ingaröstrand                | 286      |                    |
| Kopparmora                  | 631      |                    |
| Lugnet och Skälsmara        | 625      |                    |
| Långvik                     | 559      |                    |
| Mörtnäs                     | 1511     |                    |
| Norra Lagnö                 | 332      |                    |
| Skeppsdalsström             | 1573     |                    |
| Stavsnäs                    | 810      |                    |
| Strömma                     | 579      |                    |
| Torsby                      | 477      |                    |
| Värmdö-Evlinge              | 559      |                    |
| Återvall                    | 206      |                    |
| Ängsvik                     | 403      |                    |